# Trupanea semiguttata
Trupanea semiguttata är en tvåvingeart som först beskrevs av Becker 1919.  Trupanea semiguttata ingår i släktet Trupanea och familjen borrflugor.
Artens utbredningsområde är Ecuador. Inga underarter finns listade i Catalogue of Life.